# Фридрих I фон Зомбрефе
Фридрих I фон Зомбрефе (на немски: Friedrich I von Sombreffe; * ок. 1421 † между 1485 и 1 септември 1488 и 18 февруари 1489) е благородник от Зомбрефе (в Белгия), господар на замък Керпен (в Айфел), Грандлец, Томбург, Ландскрон в Северен Рейн-Вестфалия.

## Произход
Той е син на Вилхелм II фон Зомбрефе († 5 септември 1475), господар на Керпен, Грандлец, Томбург, Ландскрон, и втората му съпруга Гертруд фон Зафенберг († 1 май 1460), вдовица на Петер фон Айх-Олбрюк († сл. 1429) и на Йохан Валдбот фон Басенхайм († 1432), дъщеря на Крафто фон Зафенберг, господар на Томбург и Ландскрон († 1448), и Елизабет фон Томбург († 1430), дъщеря на Фридрих фон Томбург († 1420/1422). Внук е на Вилхелм I фон Зомбрефе († 1400) и Маргарета фон Керпен-Моресторф. Баща му се жени трети път на 29 септември 1446 г. за Агнес фон Пирмонт († сл. 1473).
По-малък полубрат е на Маргарета фон Зомбрефе, омъжена за Матиас фон Велен/Шьонфелд, и на Елизабет фон Зомбрефе († 1469), омъжена на 29 септември 1446 г. за Хайнрих V фон Пирмонт-Еренбург († сл. 1487), брат на мащехата им Агнес фон Пирмонт.
През 1446 и 1448 г. баща му купува замък Керпен от своя братовчед Конрад фон Керпен-Мьорсдорф. Замъкът Керпен е наследен от дъщеря му Маргарета (1489 – 1518), омъжена 1506 г. за граф Дитрих IV фон Мандершайд.

## Фамилия
Фридрих I фон Зомбрефе се жени между 1 януари и 23 април 1471 г. за Елизабет фон Нойенар († 1484), дъщеря на граф Гумпрехт II фон Нойенар († 1484), господар на Алпен и Бедбург, и Маргарета фон Хоен-Лимбург († 1479). Те имат децата:
- Георг фон Зомбрефе
- Фридрих II фон Зомбрефе цу Керпен и Рекхайм († април/май 1504), женен пр. 10 май 1492 г. за Мария (Маргарета) фон дер Марк-Лумен († 1509), дъщеря на Вилхелм фон дер Марк († 1485); няма наследник
- Маргарета фон Зомбрефе, фрау фон Керпен (1489 – 1518), наследница на Керпен, омъжена I. на 28 август 1489 г. за Хайнрих II, господар на Райхенщайн, цу Керпен-Рекхайм († 1506), II. през октомври 1506 г. за граф Дитрих IV фон Мандершайд (* 14 август 1481; † 2 юли 1551).